# Triphassa maynei
Triphassa maynei is een vlinder uit de familie snuitmotten (Pyralidae). De wetenschappelijke naam van deze soort is voor het eerst geldig gepubliceerd in 1942 door Ghesquière.
De soort komt voor in tropisch Afrika.